# Bernard de Hemptinne
 (janvier 2015).
Si vous disposez d'ouvrages ou d'articles de référence ou si vous connaissez des sites web de qualité traitant du thème abordé ici, merci de compléter l'article en donnant les références utiles à sa vérifiabilité et en les liant à la section « Notes et références ».
Pour les autres membres de la famille, voir Famille de Hemptinne.
Le comte Bernard François Marie Ghislain de Hemptinne, né le 18 novembre 1944 à Gand est un chirurgien belge. En 1986, il effectue avec Jean-Bernard Otte la première transplantation pédiatrique avec un foie réduit, pour laquelle ils obtiennent le prix Starlz[source insuffisante].

## Biographie
Il est docteur en médecine (UCL, 1971). Il travaille à l’Hôtel-Dieu et l'Université de Montréal (74-76) avant de revenir à l'UCL comme assistant en chirurgie (76-79). Il devient chercheur d'abord à San Diego (79-81), puis à l'UCL (81-91).
De 91 à 93, il est chef du département de transplantation du foie et de chirurgie abdominale.
En 1991, il devient professeur à l'UGent, en 1993, directeur du département de chirurgie générale thoracique, vasculaire et digestive, en 1998, président de la chirurgie. De 2004 à 2007, il sera chef du Comité de transplantation.
Il fut président de l’European Society for Surgical Research, membre de l’European Liver Allocation Committee dans Eurotransplant, fondateur, puis président de la Belgian Transplantion Society, président du Belgian Comitee for liver and intestine transplantation, membre du Belgian National Board of Transplantation. Il est auteur ou coauteur de plus de 250 publications.
Déjà écuyer, il fut promu au titre de comte transmissible par ordre de primogéniture avec modification d'armoiries, par le roi Albert II en 2006.
Il a été président de l'ANRB de 2016 à 2021.

## Distinctions
- 1984 : prix Georges Morel de l'INRA pour l'étude de la regéneration du foie ;
- 1987 : Second prix Starzl de l'UPMC pour Reduced-size liver transplantation in Children.